# Hamada-Hirosuke-Gedenkstätte
Die Hamada-Hirosuke-Gedenkstätte „Mahoroba-Märchenland“ (jap. まほろば・童話の里 浜田広介記念館, Mahoroba Dōwa no Sato: Hamada Hirosuke Kinenkan) wurde zu Ehren des japanischen Kinder- und Jugendbuchautors Hirosuke Hamada in Takahata erbaut. Die Hamada-Hirosuke-Gedenkstätte ist eine gemeinnützige Stiftung, die als Öffentlich-private Partnerschaft geführt und verwaltet wird.

## Übersicht
Zur Gedenkstätte gehören verschiedene Gebäude, die in einer kleinen Parkanlage, dem Hirosuke Garten, liegen. Das Hauptgebäude beherbergt Ausstellungsräume, einen Verkaufsstand und eine Tee-Ecke. In den Ausstellungsräumen sind Werke und Exponate aus dem Nachlass Hirosukes zu sehen. Die Märchen von Hirosuke sind nicht nur als Buchfassung ausgestellt, sondern auch kindgerecht als Film und Hörspiel aufbereitet. Hier haben die Besucher zudem Zugriff auf ca. 3000 Bände mit Kinder- und Jugendliteratur.
Daneben befindet sich die runde Hirosuke Halle, die als Allzweckhalle für Konferenzen, Filmvorführungen und Veranstaltungen genutzt wird und die etwa 200 Personen fasst. Hirosukes Geburtshaus, das neben der Halle steht, ist ein eingeschossiges Holzhaus mit Schilfdach im Stile der Nōka, das Ende der Edo-Zeit gebaut wurde. Hirosuke wohnte von seiner Geburt bis zum Eintritt in die Yonezawa Mittelschule in diesem Haus. Das Gebäude wurde im Jahr 2000 auf das Gelände der Gedenkstätte verlegt. Im Garten vor der Hirosuke Halle ist zudem die Steinstatue eines „weinenden roten Teufels“ (泣いた赤おに, Naita Aka-Oni) zu finden, die an Hirosukes gleichnamiges Werk erinnert.
Die Aufgaben der Gedenkstätte sind gemäß §3 der Satzung:
- die Aufbewahrung, Nutzbarmachung und Sammlung von Materialien zur Jugendliteratur und über Hamada Hirosuke
- die Prüfung und Forschung von Materialien zur Jugendliteratur und zu Hamada Hirosuke
- Veranstaltungen und Kurse zur Kinder- und Jugendliteratur anzubieten
- Hirosukes Geburtshaus zu erhalten und die öffentliche Zugänglichkeit zu garantieren.